# Here Comes the Sun
"Here Comes the Sun" là ca khúc của George Harrison viết cho The Beatles trong album cuối cùng của họ, Abbey Road (1969).

## Sáng tác
Đây là một trong 3 ca khúc nổi tiếng nhất mà Harrison từng viết cho The Beatles, cùng với "Something" và "While My Guitar Gently Weeps". Năm 1969 là năm đầy biến động của Harrison: anh bị tạm giam vì tàng trữ cần sa, sau đó là một cuộc phẫu thuật amidan và cuối cùng là một chuỗi những tranh cãi khiến anh quyết định rời nhóm tạm thời vào đầu năm.
Harrison bộc bạch trong hồi ký: ""Here Comes the Sun" được viết khi mà Apple tự biến mình thành một trường học, nơi mà tôi đến chỉ để làm một nhiệm vụ duy nhất: 'Ký vào đây', và 'Ký vào đây'. Nó như kiểu mùa đông bất tận thường thấy ở nước Anh, và mùa xuân thật đáng mong chờ. Vậy nên một ngày tôi quyết định không tới đó nữa mà qua nhà của Eric Clapton. Cái cảm giác không phải nhìn thấy những đống giấy tờ thật tuyệt vời, tôi đi dạo trong vườn của Eric với cây đàn guitar, và thế là "Here Comes the Sun"."
Trong Anthology 3, người ta có thể thấy Harrison đang thể hiện ca khúc này với capo kẹp ở phím thứ 7. Theo Eric Clapton, căn nhà có trong ca khúc có tên là 'Hurtwood'.

## Cấu trúc
Ca khúc được viết ở giọng La thứ, với phần đệm ở giọng La trưởng. Phần điệp khúc dùng chuyển IV (giọng Rê trưởng) tới V (giọng Mi trưởng) ("Eight Days a Week" và "Sgt. Pepper's Lonely Hearts Club Band" dùng đoạn chuyển ngược lại). Toàn bộ giai điệu chạy theo một ngũ cung từ Mi tới Đô thăng (các quãng cung 5, 6, 1, 2, 3).
Một trong những yếu tố quan trọng đó chính là giọng hát. Phần guitar chơi flatpick ở hợp âm E7 khoảng từ phút 2.03 tới 2.11 tôn nên giọng ca ở giọng A "Little darlin'". Đoạn nối với ♭III-♭VII-IV-I-V7 với 3 lần hạ giọng quãng 4 cùng với giọng hát, từ "Sun" (♭III hay hợp âm C) "sun" (♭VII hay hợp âm G) "sun" (IV hay hợp âm D) tới "comes" (I hay hợp âm A) và cuối cùng thêm một lần hạ xuống hợp âm V7 (E7). Câu hát ở đay ("Sun, sun, sun, here it comes") được miêu tả là "lời chân kinh khi thiền". Với ảnh hưởng của âm nhạc Ấn Độ, Harrison có thêm một lần đảo phách với thêm một lần 4/4 và 7/8 cùng 11/8. Ở lần lời thứ 2 (0.59–1.13), máy chỉnh âm Moog đã nhân đôi tiếng guitar và ở lần thứ ba, máy Moog đã thêm một obligato của quãng tám. Đoạn kết (2.54–3.04) lặp lại tiếng guitar từ đoạn nối.

## Thu âm
Ngày 7 tháng 7 năm 1969, Harrison, Paul McCartney và Ringo Starr tiến hành thu âm ca khúc này với 13 phần. John Lennon không tham gia buổi thu vì bị tai nạn ô tô. Sau đó, Harrison còn ở lại tự mình ghi lại phần chơi guitar acoustic. Anh kẹp capo vào phím thứ 7 để chọn hợp âm A chuẩn. Đây là cách anh từng làm với ca khúc năm 1965 "If I Needed Someone", một ca khúc có hợp âm tương tự. Ngày hôm sau, anh tiến hành thu âm phần hát chính, rồi anh và McCartney cùng thu phần hát nền 2 lần với những giọng nhẹ nhàng hơn.
Tiếng harmonium và tay vỗ được cho thêm vào ngày 16 tháng 7. Harrison cho thêm tiếng guitar điện qua bộ chuyển âm Leslie vào ngày 6 tháng 8, và sau đó là dàn nhạc (của Martin thêm 2 piccolo, 2 flute, 2 flute alto và 2 clarinet) được bổ sung vào ngày 15. Ca khúc được hoàn thiện vào 2 ngày sau với phần sửa bằng máy chỉnh âm Moog của Harrison.
Phần guitar solo của Harrison không được cho vào bản sửa cuối cùng.

## Thành phần tham gia sản xuất
Theo Ian MacDonald.
- George Harrison – hát chính, hát bè, hát nền; guitar điện và acoustic; tay vỗ; máy chỉnh âm Moog.
- Paul McCartney – hát nền, bass, tay vỗ.
- Ringo Starr – trống, tay vỗ.
- Không rõ – 4 viola, 4 cello, contrabass, 2 piccolo, 2 flute, 2 flute alto, 2 clarinet.

## Các bản hát lại
Ca khúc từng được hát lại bởi Peter Tosh vào năm 1970, thậm chí là đã phát hành dưới dạng đĩa đơn, song chỉ được biết đến trong album năm 2004 Can't Blame The Youth. Danh ca nhạc folk Richie Havens cũng từng hát lại ca khúc này vào năm 1971 và đạt vị trí số 16 tại Mỹ. Bản hát lại thành công nhất là của Steve Harley khi nó đạt vị trí thứ 10 tại Anh vào năm 1976. Ban nhạc Thụy Điển Ghost cũng từng hát lại ca khúc này trong album Opus Eponymous. We Five cũng đã từng hát ca khúc này trong album năm 1970 của họ, Catch the Wind. Nina Simone thậm chí còn thực hiện ca một album có tên là Here Comes the Sun. Năm 2012, Gary Barlow đã hát ca khúc này trong phần quảng cáo cho hãng Marks & Spencer, sau này cũng được anh cho vào album Sing.